# Źródło św. Kingi w Nowym Korczynie
Źródło św. Kingi w Nowym Korczynie (także: Kunegunda) – źródło z kapliczką zlokalizowane we wschodniej części Nowego Korczyna, po południowej stronie ul. św. Kingi, w dolinie Nidy.

## Kult i historia
Obiekt ma ścisły związek z silnym lokalnym kultem św. Kingi. Według miejscowego podania źródło miało wytrysnąć w miejscu leżącym na wprost brzegu Nidy, w którym wody tej rzeki wyrzuciły ciało utopionego węgierskiego królewicza Andrzeja, uciekiniera ze swojego kraju (zginął on z rąk wynajętych zabójców w 1291). Do źródła przychodziła św. Kinga, by obmywać w nim nogi w drodze z zamku do kościoła św. Mikołaja w Wiślicy (obecnie nieistniejącego). Uzdrowiła tu za pomocą wody źródlanej dziecko, które miało problemy z oczami, co zainicjowało wiarę w lecznicze właściwości wody ze źródła. Po śmierci św. Kingi woda była dystrybuowana na ziemiach polskich i docierała także na Litwę. Początki kultu źródła sięgają XV wieku. Gromadziły się tutaj pielgrzymki zdążające z Nowego Korczyna i okolic. Nabożeństwem to miejsce darzyły w szczególności osoby mające problemy ze wzrokiem, jak również chorzy na febrę. Według lokalnych podań część ludzi zostało tu uzdrowionych. Obecnie liczba pielgrzymek zmalała.
Współcześnie, corocznie w dniu 24 lipca, do źródełka udaje się procesja z kościoła pw. św. Stanisława.

## Architektura
Ujęcie źródła jest ocembrowane. Na obelisku obok cembrowiny stoi figura św. Kingi z wyrytą datą 1820. W początku XVII wieku nad źródłem zbudowano z fundacji szlachcica Tomasza Borkowskiego kapliczkę, a w jej wnęce umieszczono wizerunek Chrystusa na krzyżu, zaś nad nim Boga Ojca z wyciągniętymi rękoma. Po bokach umieszczono wizerunki Najświętszej Maryi Panny oraz św. Kingi. Obiekt stał na formie łuku podpartego przez cztery kolumny z wapienia pińczowskiego. Po kilkudziesięciu latach budowla ta uległa zawaleniu, a na resztkach poustawiano figurki wydobyte spod gruzowiska, co odnotowane zostało przez komisję procesu beatyfikacyjnego św. Kingi w 1684.